# San Juan Chilateca
San Juan Chilateca è un comune del Messico, situato nello stato di Oaxaca.